# San Juanito o la Botija
San Juanito o la Botija är en ort i Mexiko.   Den ligger i kommunen Santa María Tonameca och delstaten Oaxaca, i den sydöstra delen av landet, 500 km sydost om huvudstaden Mexico City. San Juanito o la Botija ligger 112 meter över havet och antalet invånare är 812.
Terrängen runt San Juanito o la Botija är platt söderut, men norrut är den kuperad. Terrängen runt San Juanito o la Botija sluttar söderut. Runt San Juanito o la Botija är det ganska glesbefolkat, med 45 invånare per kvadratkilometer. Närmaste större samhälle är El Camalote, 19,5 km nordost om San Juanito o la Botija. Omgivningarna runt San Juanito o la Botija är en mosaik av jordbruksmark och naturlig växtlighet.